# Donja Bioča (gmina Ilijaš)
Donja Bioča (serb. Доња Биоча) – wieś w środkowej Bośni i Hercegowinie, w Federacji Bośni i Hercegowiny, w kantonie sarajewskim, w gminie Ilijaš.

## Położenie
Wieś położona jest w odległości około 1 km na południe od stolicy gminy- Ilijaš i około 18 km na północny zachód od Sarajewa, nad rzeką Bośnią, najdłuższą z rzek płynących w całości na terenie państwa bośniackiego. W odległości około 1 km przebiega autostrada A1, będąca częścią trasy europejskiej E73.

## Klimat
Miejscowość położona jest w strefie klimatu umiarkowanego przejściowego między klimatem kontynentalnym a śródziemnomorskim. Charakterystycznymi cechami tego klimatu są bardzo mroźne zimy i upalne lata. Dodatkowo zimą występują bardzo silne wiatry.

## Demografia
W 1991 roku wieś zamieszkiwało 297 osób, w tym 293 Serbów, 2 Jugosłowian i 2 Chorwatów. Od 1961 roku następowały następujące zmiany liczby ludności wsi Donja Bioča:
| Rok             | 1961 | 1971 | 1981 | 1991 |
| Liczba ludności | 248  | 299  | 285  | 297  |